# James Butts
James Aaron Butts (ur. 9 maja 1950 w Los Angeles) – amerykański lekkoatleta, trójskoczek.
Na Igrzyskach Olimpijskich w Montrealu w 1976 zdobył srebrny medal, uzyskując wynik 17,18 m. Do jego osiągnięć należy także brązowy medal igrzysk panamerykańskich (San Juan 1979). W 1978 został mistrzem Stanów Zjednoczonych.
Również w 1978 ustanowił swój rekord życiowy (17,24 m).